# Balassagyarmat
Balassagyarmat (ungerskt uttal: [ˈbɒlɒʃːɒɟɒrmɒt], slovakiska: Balážske Ďarmoty, tyska: Jahrmarkt) är en stad och kommun i distriktet Balassagyarmat i provinsen Nógrád i norra Ungern. Den ligger vid gränsen till Slovakien, cirka 67 kilometer norr om centrala Budapest. Kommunen har 13 917 invånare (2024), på en yta av 23,33 km².

## Kända personer från Balassagyarmat
- Josef Dobrovský, tjeckisk filolog och historiker
- Márk Rózsavölgyi, ungersk violinist och tonsättare
- Dolly Sisters, ungersk-amerikanska dansare och skådespelare